# 花園 (新潟市)
花園（はなぞの）は、新潟県新潟市中央区の町字。現行行政地名は花園一丁目及び花園二丁目。住居表示実施済み区域。郵便番号は950-0086。

## 概要
1968年（昭和43年）の住居表示施行に伴って付与された町名。1960年（昭和35年）から1968年（昭和43年）まであった「花園町」が改称された。一丁目と二丁目から成り、新潟駅の敷地の大部分は一丁目に所在する。

### 隣接している町字
北から東回り順に、以下の町字と隣接する。
- 東大通
- 弁天
- 南万代町
- 水島町
- 天神尾
- 天神
- 笹口
- 長嶺町
- 明石

## 世帯数と人口
2018年（平成30年）1月31日現在の世帯数と人口は以下の通りである。
| 丁目       | 世帯数  | 人口  |
| ---------- | ------- | ----- |
| 花園一丁目 | 333世帯 | 532人 |
| 花園二丁目 | 170世帯 | 201人 |
| 計         | 503世帯 | 733人 |

## 歴史
- 1960年（昭和35年） : 「花園町」の名称で流作場から分立。
- 1968年（昭和43年） : 「花園町」から「花園」に改称。
- 2007年（平成19年）4月1日 : 新潟市の政令指定都市移行により、中央区の町丁となる。

## 小・中学校の学区
市立小・中学校に通う場合、学区は以下の通りとなる。
| 丁目       | 番地   | 小学校                 | 中学校             |
| ---------- | ------ | ---------------------- | ------------------ |
| 花園一丁目 | 1番    | 新潟市立南万代小学校   | 新潟市立宮浦中学校 |
| 花園一丁目 | 2～7番 | 新潟市立万代長嶺小学校 | 新潟市立宮浦中学校 |
| 花園二丁目 | 全域   | 新潟市立万代長嶺小学校 | 新潟市立宮浦中学校 |

## 地域

### 一丁目

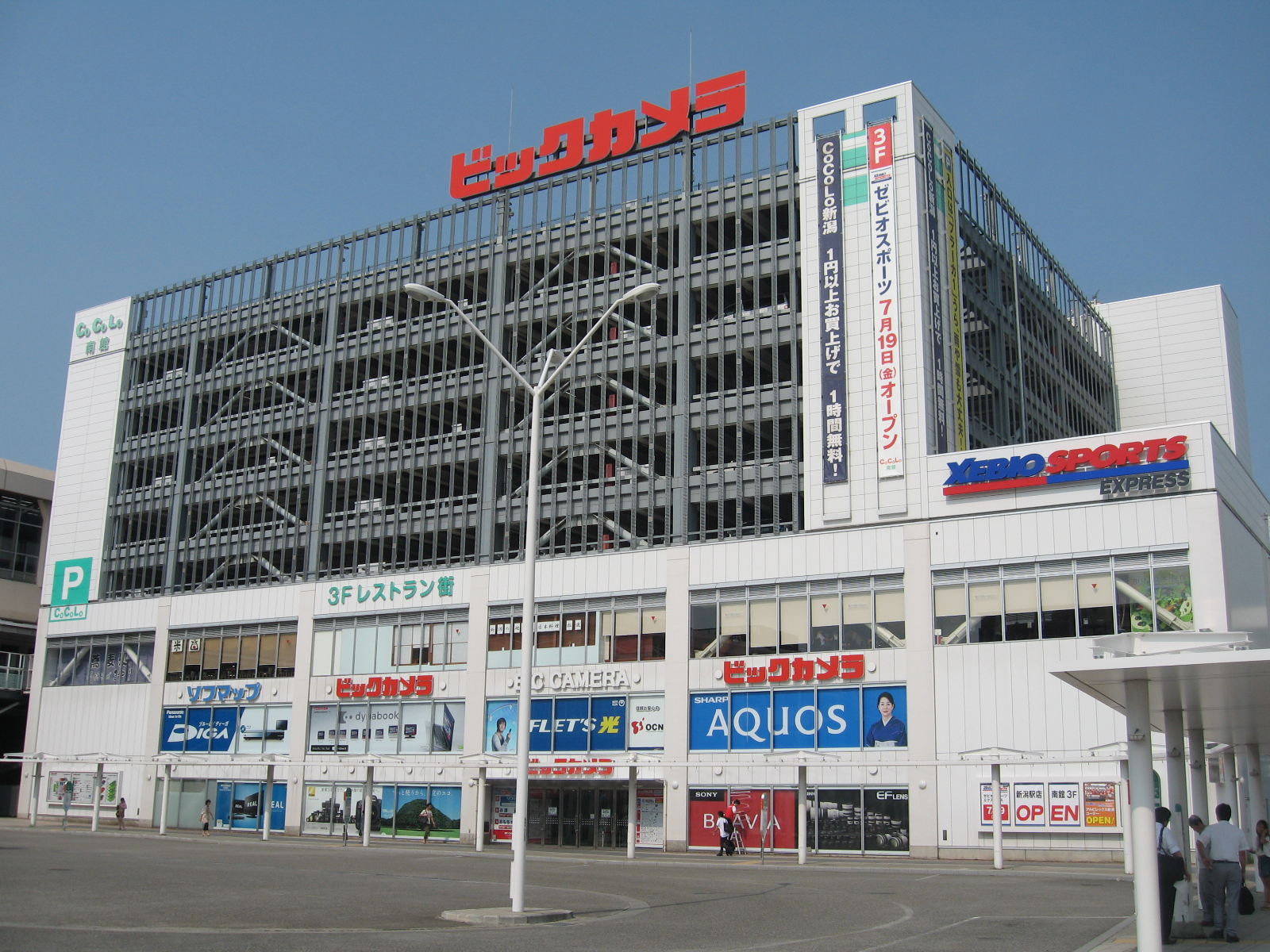
CoCoLo南館

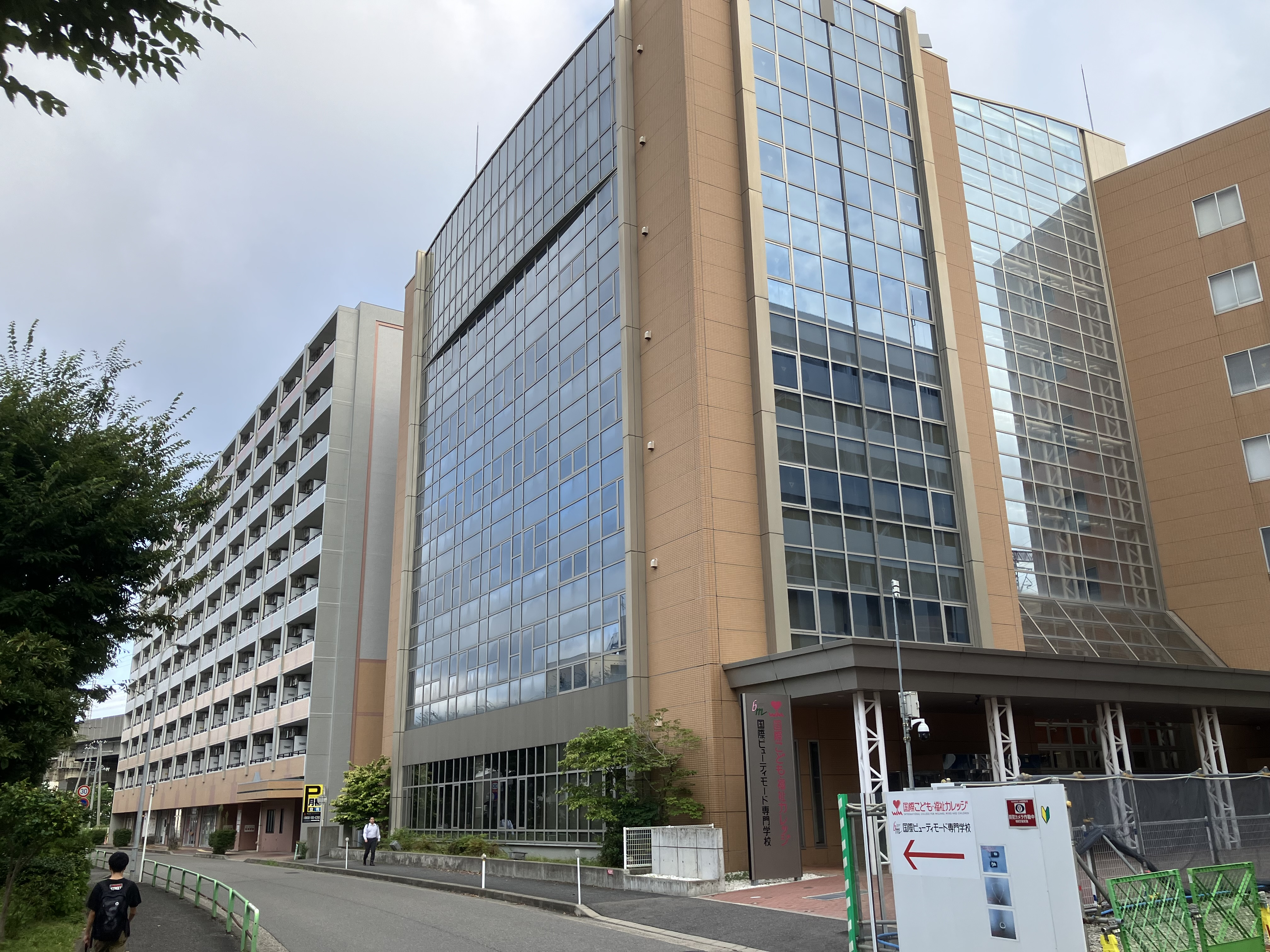
国際ビューティモード専門学校

新潟駅万代口側
- ガレッソ花園（再開発ビル）[7]
  - 東横イン 新潟駅前
- 大原簿記公務員専門学校新潟校
- ホテルアルファーワン新潟
- 新潟第一ホテル
- ホテルレオパレス新潟
- 新潟ターミナルホテル
- 新潟グリーンホテル

新潟駅南口側
- CoCoLo南館
- CoCoLo西館
- アップルスポーツカレッジ練習場
- 国際ビューティモード専門学校
- 新潟会計ビジネス専門学校
- オルザス新潟
  - 国際ビューティモード専門学校サトウ食品新潟アルビレックスランニングクラブ
  - オールアルビレックス・スポーツクラブ

### 二丁目
- 新潟保健医療専門学校
- 聖ラファエル幼稚園
- 日本共産党新潟県委員会

## 交通

### 鉄道
東日本旅客鉄道在来線
- 新潟駅（住所は花園1-1-1である。）
  - ■信越本線
  - ■白新線
  - ■越後線

### バス
新潟駅万代口バスターミナルおよび南口バスターミナルが一丁目に所在する（詳細は新潟駅#路線バス・高速バスを参照）。その他、二丁目に所在する「東跨線橋」を通るものとして以下が挙げられる。
新潟交通路線バス
- E8 石山線（E82D系統のみ）